# Angel of My Dreams
«Angel of My Dreams» — дебютный сольный сингл английской певицы и автора песен Джейд Фёрволл, известной под именем Jade (солистка группы Little Mix). Он был выпущен 19 июля 2024 года на лейбле Sony Music Entertainment UK Limited по эксклюзивной лицензии Jade Amelia Ltd и стал её первым сольным проектом после того, как группа Little Mix начала свой творческий перерыв в мае 2022 года. Джейд работала с предыдущим соавтором Майком Сабатом, который использовал сэмпл песни победительницы конкурса Евровидения 1967 года «Puppet on a String» английской певицы Сэнди Шоу. Из-за сэмпла, который звучит в начале и конце трека, Билл Мартин и Фил Коултер получили авторские права.
Песня «Angel of My Dreams» получила широкое признание критиков, которые похвалили текст трека, использование сэмплов и знакомство с различными жанрами. Песня была названа Billboard и The Independent одним из лучших синглов, вышедших в 2024 году. В лирической форме она рассказывает о своих сложных отношениях с музыкальной индустрией, в которой упоминаются Syco Music и Саймон Коуэлл. Музыкальное видео посвящено родному городу Джейд — Саут-Шилдс, в нём использованы кадры из её детства, в том числе её прослушивание на шоу талантов The X Factor UK. Вдохновением для клипа послужили фильмы «Пятый элемент», «Чёрный лебедь» и «Шоугёлз».

## Предыстория и релиз
После того как группа Little Mix ушла в объявленный ранее перерыв после завершения тура «The Confetti Tour» в мае 2022 года, Jade начала работать над своими сольными проектами и музыкой.
2 июля 2024 года она опубликовала обложку и дату выхода песни «Angel of My Dreams» на всех своих аккаунтах в социальных сетях. Сингл и сопровождающее его музыкальное видео были выпущены 19 июля 2024 года. В тот же день имя Jade и название песни были спроецированы на скульптуру Ангела Севера в честь релиза. Трек также был доступен для покупки в виде 7-дюймового винилового сингла, кассетного сингла и CD-сингла через интернет-магазин Jade.

## Композиция и текст песни
Песня «Angel of My Dreams» была написана во время студийной сессии в Лос-Анджелесе вместе со Стеф Джонс, Пабло Боуманом и продюсером Майком Сабатом, с которым она работала ранее в Little Mix. В музыкальном плане она включает в себя элементы поп-музыки, электроники, электроклэша и дэнс-попа, и сэмплирует песню Сэнди Шоу «Puppet on a String» — победителя конкурса Евровидения 1967 года от Соединенного Королевства. Билл Мартин и Фил Коултер, которые были соавторами «Puppet on a String», также получили авторские права.
После выхода песни Джейд сказала: «Я хочу, чтобы люди говорили: „О боже, я этого не ожидала“, — а потом захотели послушать еще раз». Она добавила: «Я не хотела делать безопасный первый сингл, это было очень важно для меня. Я сама задаю тон того, кто я есть как артистка». Некоторые комментаторы предположили, что в песне содержатся отсылки к ее прошлой карьере, в частности в словах «Продала душу психопату», а термин «психопат» намекает на Syco Entertainment, звукозаписывающий лейбл, с которым Little Mix ранее сотрудничали с 2011 по 2018 год.

## Отзывы
Песня «Angel of My Dreams» получила широкое признание критиков. Джордж Гриффитс в эксклюзивном интервью Official Charts Company описал песню как «смелое и сложное вступление к артисту, который намерен перевернуть и проверить границы коммерческой поп-музыки». Они привели сравнения с Дженнифер Раш, Рэйчел Стивенс и Гарри Стайлзом, заявив, что в начале трека звучат «небесные, обморочные синтезаторы прямо из пауэр-баллады 80-х», в то же время сочетая в себе различные жанры и электронные элементы. Они также назвали его удивительным, шокирующим и переворачивающим ожидания. Ник Рейли из Rolling Stone UK описал его как «смелое, неприкаянное начало жизни Джейд в качестве сольной звезды». Он добавил, что «песня начинается с наиболее характерного искажённого сэмпла песни Сэнди Шоу „Puppet on a String“, а затем переходит в тяжёлый припев в стиле Мэрайи Кэри». Похвала также была дана лирическому содержанию и сэмплу, «отметив, что текст пикантный, и хотя сэмпл кажется случайным, идея быть марионеткой на ниточке идеально соответствует духу песни».
Алистер Джеймс из Attitude похвалил вокал Тирлуолл, описав его так: «Джейд демонстрирует свой ангельский и богатый вокал. Затем вступает ритм, и песня превращается в то, что мы легко можем себе представить, заполняя танцполы этим летом». Робин Мюррей, написавший рецензию для Clash, дал «Angel of My Dreams» оценку восемь из десяти звезд, описав песню как «карьеру успеха и разочарования, упакованную в три минуты, смелое, бравурное заявление о неистовом творчестве, в то время как она смехотворно красочна с нелепо развлекательным отступлением, который полностью стирает с лица земли». Сэм Дамшенас из Gay Times высоко оценил и песню, и клип, сказав: «Джейд представила самый захватывающий и инновационный дебютный сингл и клип за последнее время». Кроме того, они описали песню как «танцевально-поп-гимн, который использует экспериментальный подход к поп-музыке с несколькими отдельными частями, от театральной баллады в припеве до ударных электрокуплетов».
Харрисон Броклхерст из The Tab назвал его «одним из лучших поп-дебютов за последнее время». Они также добавили: «То, как темп припева может в одну минуту отдать Джуис Ньютон балладе из 80-х, а во вторую — клубной стране Y2K, — просто гениальная работа. Вся эта вещь бурлит оригинальностью и волнением по поводу того, какой может быть поп-музыка, когда границы раздвигаются». В своей рецензии на песню автор Billboard Конор Каннингем назвал «Angel of My Dreams» одним из лучших синглов 2024 года, описав его как «оригинальный и привлекающий внимание». В статье они добавили: «„Angel of My Dreams“ трещит от хорошо прорисованных звуковых особенностей, но с напряжением между мечтательным припевом в стиле бабблгам и стальными стихами в стиле робо-тумп, представляющими тепло света софитов и холодную закулисную реальность. Независимо от чартовых перспектив, сольный дебют Джейд слишком смел, чтобы остаться незамеченным, и ее следующий шаг заслуживает горячего ожидания». Women in Pop назвал песню «выдающимся, помпезным треком — в самом лучшем смысле этого слова — который лавирует между несколькими жанрами, темпами и темпами, резко меняя пути, заставая вас врасплох», а также отметил, что песня стала «судьбоносным, чрезвычайно впечатляющим началом ее карьеры… она одновременно продолжает впечатляющую музыкальную карьеру Джейд, но также является рождением нового мощного голоса в поп-музыке».
В своей рецензии на песню обозреватели журнала Stardust назвали ее «мощным сольным дебютом, который отражает ее развитое чувство артистизма и стойкости». Они похвалили клип за его сюжет и визуализацию, добавив, что он «ловко включает в себя символические жесты из ее собственного опыта, когда ее принуждают жадные корпоративные люди, злоупотребляющие властью, с контрактом, подписанным кровью, и кольцом, символизирующим обязательную природу бизнеса развлечений. С помощью хореографии и визуального повествования Джейд использует эти судьбоносные моменты, чтобы передать мощное послание об идентичности и самопознании».
| Публикация         | Список                    | Ранг | Ссылка |
| ------------------ | ------------------------- | ---- | ------ |
| Exclaim!           | 20 Best Songs of 2024     | 18   | [ 32 ] |
| The Guardian       | The 20 best songs of 2024 | 4    | [ 33 ] |
| Independent        | The 20 Best Songs of 2024 | 7    | [ 3 ]  |
| NME                | The 50 Best Songs of 2024 | 5    | [ 34 ] |
| Pitchfork          | 100 Best Songs of 2024    | 94   | [ 32 ] |
| Time Out           | Best Songs of 2024        | 18   | [ 35 ] |
| Billboard          | Best Pop Songs of 2024    |      | [ 36 ] |
| Rolling Stone      | Best Songs of 2024        | 23   | [ 37 ] |
| Stereogum          | Best Pop Songs of 2024    | 1    | [ 38 ] |
| The New York Times | Best Songs of 2024        | 3    | [ 39 ] |
| The Guardian       | Best Songs of 2024        | 4    | [ 40 ] |
| Billboard          | Best Songs of 2024        | 50   | [ 41 ] |
| Stereogum          | Best Songs of 2024        | 6    | [ 42 ] |
| DIY                | Best Songs of 2024        | 1    | [ 43 ] |
| Clash              | Best Songs of 2024        | 7    | [ 44 ] |

## Награды и номинации
| Год  | Награда                    | Категория                   | Результат | Ссылка |
| ---- | -------------------------- | --------------------------- | --------- | ------ |
| 2024 | Popjustice £20 Music Prize | Best British Pop Single     | Номинация | [ 45 ] |
| 2024 | UK Music Video Awards      | Best Pop Video              | Номинация | [ 46 ] |
| 2024 | UK Music Video Awards      | Best Live Video             | Номинация | [ 46 ] |
| 2024 | UK Music Video Awards      | Best Performance in a Video | Номинация | [ 46 ] |
| 2024 | UK Music Video Awards      | Best Styling                | Номинация | [ 46 ] |
| 2024 | UK Music Video Awards      | Best Editing in a Video     | Победа    | [ 46 ] |
| 2024 | Rolling Stone UK Awards    | Song of the Year            | Номинация | [ 47 ] |

## Музыкальное видео
Клип на песню «Angel of My Dreams» был снят в Лондоне режиссером Аубе Перри. Среди мест съемок были Дептфорд Хай-стрит и здание Лабана. В клипе подробно рассказывается о карьере Джейд в музыкальной индустрии, а открывается он кадром, на котором она идет по оживленной центральной улице, напоминающей ее родной город Саут-Шилдс. В клипе Джейд выступает на центральной улице, а затем переходит к различным сценам, в которых она выступает в разных образах. В клипе использованы домашние видеозаписи, на которых Джейд выступает в детстве, а также ролики с ее прослушивания на шоу талантов The X Factor UK. Вдохновением для создания клипа послужили фильмы «Шоугёлз» (1995), «Пятый элемент» (1997) и «Черный лебедь» (2010). В разговоре с Billboard Джейд поделилась, что клип Бритни Спирс на песню «Lucky» также был одним из источников вдохновения, добавив: «Я одержима поп-музыкой, и, глядя на всех поп-девушек, которых я люблю, они делают все самое лучшее. Внешний вид, хореография, большие песни, большие припевы… это то, что я хочу передать».

## Список треков и форматов
7-inch vinyl single
1. «Angel of My Dreams»
2. «Angel of My Dreams» (S.A.D version — Slow.Angelic.Dramatic)

Cassette single
1. «Angel of My Dreams»
2. «Angel of My Dreams» (S.A.D version — Slow.Angelic.Dramatic)

CD single
1. «Angel of My Dreams»
2. «Angel of My Dreams» (S.A.D version — Slow.Angelic.Dramatic)

Digital download — Instrumental
1. «Angel of My Dreams» (instrumental) — 3:07

Streaming/digital download
1. «Angel of My Dreams» — 3:17

Streaming/digital download — For the Club
1. «Angel of My Dreams» (For the Club) — 2:54

Streaming/digital download — The Blessed Madonna remix
1. «Angel of My Dreams» (The Blessed Madonna remix) — 3:53

## Чарты
| Чарт (2024)                      | Высшая позиция |
| -------------------------------- | -------------- |
| Мир (Global Excl. US, Billboard) | 175            |
| Ирландия (IRMA)                  | 18             |
| Новая Зеландия (RMNZ)            | 4              |
| Великобритания (OCC UK Singles)  | 7              |

## Сертификации
| Регион                                                                      | Сертификация | Продажи |
| --------------------------------------------------------------------------- | ------------ | ------- |
| Великобритания (BPI)                                                        | Золотой      | 400 000 |
| Данные о продажах + прослушиваниях приведены только на основе сертификации. |              |         |